# 府中市立府中第八小学校
府中市立府中第八小学校（ふちゅうしりつ ふちゅうだいはちしょうがっこう）は、東京都府中市是政 1丁目にある公立小学校である。

## 沿革
出典
- 1956年（昭和31年）
  - 8月25日 - 第一期工事完了（木造二階建校舎一棟）。
  - 9月1日 - 開校。中尾和夫校長他教員11名、用務員・給士各1名発令。開校時点の児童数は464名、学区（是政、小田分、柳原、東町1丁目、競馬場）。
  - 9月11日 - PTA創立総会開催。同日、校舎落成と開校の両式典挙行。
- 1957年（昭和32年）
  - 6月29日 - 第二期工事完了（普通教室2、職員便所1、用務員室1、倉庫1）。
  - 10月7日 - 校章と校歌を制定。
- 1958年（昭和33年）12月30日 - 第三期工事完了（普通教室6、児童便所1、体育倉庫1）。
- 1959年（昭和34年）3月31日 - 東町2丁目、八幡宿3丁目一部を学区に編入。
- 1960年（昭和35年）
  - 3月10日 - 第四期工事完了（特別教室4（音楽、図書、理科、図工））。
  - 4月16日 - 清水が丘全域を学区に編入。
  - 7月18日 - プール工事落成式。
- 1961年（昭和36年）9月13日 - 給食室工事完了。
- 1964年（昭和39年）3月31日 - 鉄筋三階建増築工事（第五期）完了（普通教室8、放送室、教育相談室、備品室、便所）。
- 1966年（昭和41年）3月31日 - 第六期鉄筋校舎増築完了（普通教室4、校長室、事務室、更衣室、用務室）。
- 1967年（昭和42年）
  - 2月9日 - 体育館完成（第七期工事）。
  - 3月8日 - 10周年記念式典挙行。
- 1968年（昭和43年）5月20日 - 第八期工事増築完了（普通教室4、教員室、便所）。
- 1969年（昭和44年）1月31日 - 開校10周年記念としてPTA寄贈により、岩石園が完成。
- 1971年（昭和46年）1月1日 - 矢崎小学校開校により、本校から176名の児童が転校。
- 1973年（昭和48年）4月1日 - 小柳小学校開校により、本校から397名の児童が転校。
- 1974年（昭和49年）
  - 3月31日 - 改築第九期工事完了（鉄筋三階建　普通教室10、保健室）。
  - 6月16日 - 同窓会発足し、第一回総会開催。
- 1975年（昭和50年）
  - 3月31日 - 改築第十期工事完了（普通教室2、特別教室7、管理室、事務室）。
  - 8月31日 - 校庭散水施設竣工。
  - 10月15日 - 陶芸室竣工。
- 1976年（昭和51年）11月22日 - 20周年記念式典挙行。
- 1978年（昭和53年）3月24日 - 東京競馬場厩舎移転に伴い、関係児童158名が、茨城県稲敷郡美浦村大谷小学校へ転校。
- 1980年（昭和55年）5月30日 - 木造校舎撤去の跡地に学校園造成。
- 1986年（昭和61年）
  - 8月31日 - 校舎内外外壁塗装・校庭改良・屋上改良（南校舎）工事完了
  - 11月15日 - 創立30周年記念式典挙行。同日、校内田完成。
- 1988年（昭和63年）8月31日 - ランチルーム工事完了。
- 1990年（平成2年）4月1日 - 第八学童クラブが学校敷地内に開設。
- 1996年（平成8年）
  - 9月30日 - パソコンルーム完成（児童用20台、教師用2台）。同日、図書室冷房工事完了。
  - 10月11日 - 創立40周年記念式典挙行。
- 2000年（平成12年）4月13日 - インターネット接続完了。
- 2001年（平成13年）
  - 4月1日 - 情緒障害通級指導学級開設、13名の児童が通級。
- 5月25日 - 学校ホームページ開設し、公開。
- 2004年（平成16年）4月1日 - 学校ホームページ改訂。
- 2006年（平成18年）10月28日 - 創立50周年記念式典挙行。
- 2008年（平成20年）
  - 4月21日 - 放課後子ども教室実施（第二図書室臨時会場として使用）。
  - 4月28日 - パソコンルーム改修（児童用40台設置完了）。
  - 9月29日 - 体育館改修工事完了。
- 2021年（令和3年）8月29日 - 新校舎建て替えへ向けて、仮設校舎での授業が始まる。
- 2023年（令和5年）
  - 3月 - 校舎改築工事完成[3]。
  - 4月 - 改築新校舎での授業開始[4]。

## 通学区域
出典
- 清水が丘1丁目（8番(1号～8号、41号、43号、54号～63号)、13番(1号、4号、5号、9号、10号、13号、19号～23号)、20番を除く）
- 清水が丘2丁目（全域）
- 清水が丘3丁目（1番、2番、14番～25番を除く）
- 日吉町（1番を除く）
- 是政1丁目（全域）
- 是政2丁目（全域）
- 是政3丁目（1番～18番、20番）
- 是政4丁目（28番と31番を除く）
- 是政5丁目（1番〜9番、18番1号）

## 周辺
- ファミリーマート府中是政店
- 東京都道248号府中小平線
- 学校法人亀井啓進会府中白百合第二保育園 - 進学前保育園
- 府中市是政文化センター
  - 府中市立是政図書館
- 東京消防庁府中消防署是政出張所
- 中央自動車道
  - 府中バスストップ
  - 府中スマートインターチェンジ
- 東京競馬場

## アクセス
- 府中市コミュニティバス「ちゅうバス」是政循環で、「第八小学校」停留所下車後、
  - 府中町二丁目経由府中駅行のりばから、徒歩約185m・約3分。
  - 中央道府中バス停下・是政駅経由府中駅行のりばから、徒歩約160m・約2～3分。
- 中央道府中バス停留所より、
  - 上り線（都心方面行）停留所から、
    - 徒歩約505m・約8分。
    - 上述の「ちゅうバス」で、是政文化センター停留所留所（上り線側・高速バス停から徒歩約175m・約3分）に乗り換え18分、「第八小学校」停留所下車後、徒歩。

  - 下り線（甲信・東海・関西方面行）停留所まで、
    - 徒歩約540m・約8分。
    - 上述の「ちゅうバス」中央道府中バス停下停留所（下り線側・高速バス停まで徒歩約200m・約3分）に乗り換え14分、「第八小学校」停留所下車後、徒歩。
- 京王電鉄京王線・競馬場線東府中駅（南口）から、徒歩約1km・約15分。
- 西武鉄道多摩川線競艇場前駅から、徒歩約1.15km・約18分。
- 西武鉄道多摩川線是政駅から、
  - 徒歩約1.1km弱・約16分。
  - 上述の「ちゅうバス」に乗車し5分、「第八小学校前」停留所下車後、徒歩。